# Terlîțea, Monastîrîșce
Terlîțea (în ucraineană Терлиця) este o comună în raionul Monastîrîșce, regiunea Cerkasî, Ucraina, formată numai din satul de reședință.

## Demografie
Componența lingvistică a comunei Terlîțea
     Ucraineană (99,23%)
     Alte limbi (0,77%)
Conform recensământului din 2001, majoritatea populației comunei Terlîțea era vorbitoare de ucraineană (99,23%), existând în minoritate și vorbitori de alte limbi.

## Legături externe
- pl Terlica în Dicționarul geografic al Regatului Poloniei și al altor țări slave, volum XII (Szlurpkiszki — Warłynka) 1892

- pl Terlica în Dicționarul geografic al Regatului Poloniei și al altor țări slave, volum XV, p. 2 (Januszpol — Wola Justowska)1902